# 5-й бомбардировочный авиационный корпус
5-й бомбардировочный авиационный Люблинский Краснознаменный корпус (5-й бак) — соединение Военно-Воздушных сил (ВВС) Вооружённых Сил СССР, принимавшее участие в боевых действиях Великой Отечественной войны.

## Наименования корпуса

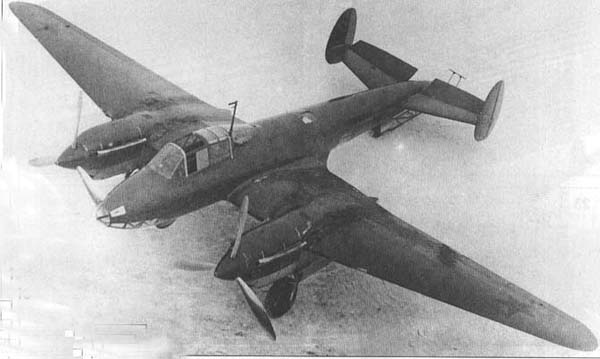
Пе-2 — основной самолет корпуса

- 6-й смешанный авиационный корпус;
- 6-й смешанный авиационный Люблинский корпус;
- 6-й смешанный авиационный Люблинский Краснознаменный корпус;
- 5-й бомбардировочный авиационный Люблинский Краснознаменный корпус;
- 73-й бомбардировочный авиационный Люблинский Краснознаменный корпус;
- Полевая почта 29644.

## Создание корпуса
5-й бомбардировочный авиационный Люблинский Краснознаменный корпус создан 28 сентября 1944 года путём преобразования из 6-го смешанного авиационного Люблинского Краснознаменного корпуса

## Преобразование корпуса
5-й бомбардировочный авиационный Люблинский Краснознаменный корпус Директивой Генерального штаба 10 января 1949 года преобразован в 73-й бомбардировочный авиационный Люблинский Краснознаменный корпус

## В действующей армии
В составе действующей армии:
- с 28 сентября 1944 года по 5 октября 1944 года, всего 8 дней
- с 6 декабря 1944 года по 9 мая 1945 года, всего 155 дней,

Итого: 163 дня

## Командир корпуса
- генерал-майор авиации Борисенко Михаил Харлампиевич[4], период нахождения в должности: с 28 сентября 1944 года по октябрь 1947 года.
- генерал-майор авиации Грибакин Гурий Васильевич[5], период нахождения в должности: с декабря 1953 года по декабрь 1955 года.
- генерал-майор авиации Финогенов Михаил Сергеевич[6], период нахождения в должности: с февраля 1950 года по февраль 1952 года.

## В составе объединений
| Объединение                                      | Период                  |
| ------------------------------------------------ | ----------------------- |
| 16-я воздушная армия 1-го Белорусского фронта    | 28.09.1944 — 05.10.1944 |
| ВВС Белорусского военного округа                 | 05.10.1944 — 06.12.1944 |
| 4-я воздушная армия 2-го Белорусского фронта     | 06.12.1944 — 29.05.1945 |
| 4-я воздушная армия Северной группы войск        | 29.05.1945 — 20.02.1949 |
| 37-я воздушная армия Северной группы войск       | 20.02.1949 — 1951       |
| 57-я воздушная армия Прикарпатский военный округ | 1951 — 1952             |

## Соединения, части и отдельные подразделения корпуса

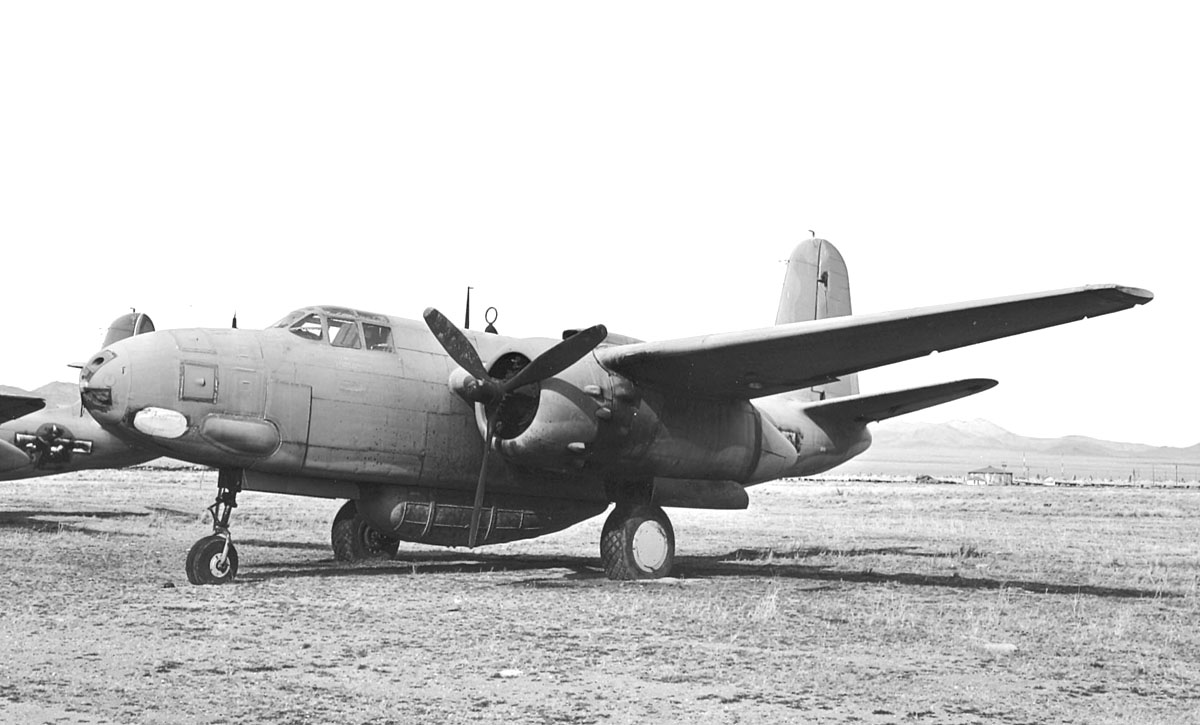
Douglas A-20 Havoc. На этих самолётах 132-я дивизия участвовала в Млавско-Эльбингской, Восточно-Померанской и Берлинской наступательных операциях. Эти самолёты бомбили Берлин в апреле — мае 1945 года.

- 221-я бомбардировочная Бахмачская ордена Суворова авиационная дивизия с 28 сентября 1944 года по 5 октября 1944 года[7]
  - 8-й гвардейский бомбардировочный авиационный Лодзинский Краснознаменный полк
  - 57-й бомбардировочный авиационный Калинковичский ордена Богдана Хмельницкого полк
  - 745-й бомбардировочный авиационный Лодзинский полк
  - 860-й бомбардировочный авиационный Лодзинский полк
- 132-я бомбардировочная авиационная Севастопольская дивизия[7][8]
  - 63-й бомбардировочный авиационный Керченский Краснознаменный полк
  - 244-й бомбардировочный авиационный Алленштайнский полк
  - 277-й бомбардировочный авиационный Млавский Краснознаменный полк
- 327-я бомбардировочная авиационная Гданьская дивизия (с 8.12.1944 года)[7][8]
  - 408-й бомбардировочный авиационный Алленштайнский Краснознаменный полк
  - 640-й бомбардировочный авиационный Млавский ордена Суворова полк
  - 970-й бомбардировочный авиационный Городище-Сталинградский ордена Кутузова полк
- 420-я отдельная авиационная эскадрилья связи
- 291-я отдельная рота связи
- 31-й отдельный взвод аэрофотослужбы
- 2701-я военно-почтовая станция

## Участие в операциях и битвах
- Восточно-Прусская операция[4] — с 13 января 1945 года по 25 апреля 1945 года.
- Млавско-Эльбингская операция — с 14 января 1945 года по 26 января 1945 года.
- Восточно-Померанская операция[4] — с 10 февраля 1945 года по 4 апреля 1945 года.
- Кенигсбергская операция — с 6 апреля 1945 года по 9 апреля 1945 года.
- Земландская операция[4] — с 13 апреля 1945 года по 25 апреля 1945 года.
- Берлинская операция[4] — с 16 апреля 1945 года по 8 мая 1945 года.

## Почётные наименования
- 327-й бомбардировочной авиационной дивизии присвоено почётное наименование «Гдыньская»[9]
- 244-му бомбардировочному авиационному полку Приказом НКО № 051 от 5 апреля 1945 года на основании Приказа № 242 Верховного Главнокомандующего от 22 января 1945 года за отличие в боях при овладении городом Алленштайн — важным узлом железных и шоссейных дорог я сильно укрепленным опорным пунктом немцев, прикрывающим с юга центральные районы Восточной Пруссии присвоено почётное наименование «Алленштайнский»[10].
- 277-му бомбардировочному авиационному полку на основании Приказа № 232 Верховного Главнокомандующего от 19 января 1945 года за отличие в боях при овладении городами Млава и Дзялдов (Зольдау) — важными узлами коммуникаций и опорными пунктами обороны немцев на подступах к южной границе Восточной Пруссии и городом Плоньск — крупным узлом коммуникаций и опорным пунктом обороны немцев на правом берегу Вислы присвоено почётное наименование «Млавский»[11].
- 277-му бомбардировочному авиационному полку в целях воспитания военнослужащих в духе преданности Отечеству и верности воинскому долгу, сохранения славных воинских исторических традиций, а также учитывая заслуги личного состава 277-го бомбардировочного авиационного полка Указом Президента Российской Федерации № 35 от 29 января 2018 года присвоено почётное наименование «Млавский»[12].
- 408-му бомбардировочному авиационному полку Приказом НКО № 051 от 5 апреля 1945 года на основании Приказа № 242 Верховного Главнокомандующего от 22 января 1945 года за отличие в боях при овладении городом Алленштайн — важным узлом железных и шоссейных дорог я сильно укрепленным опорным пунктом немцев, прикрывающим с юга центральные районы Восточной Пруссии присвоено почётное наименование «Алленштайнский»[10]
- 640-му бомбардировочному авиационному полку на основании Приказа № 232 Верховного Главнокомандующего от 19 января 1945 года за отличие в боях при овладении городами Млава и Дзялдов (Зольдау) — важными узлами коммуникаций и опорными пунктами обороны немцев на подступах к южной границе Восточной Пруссии и городом Плоньск — крупным узлом коммуникаций и опорным пунктом обороны немцев на правом берегу Вислы присвоено почётное наименование «Млавский»[11].

## Награды
- 57-й бомбардировочный авиационный Калинковичский полк Указом Президиума Верховного Совета СССР от 19 февраля 1945 года награждён орденом Богдана Хмельницкого II степени[13].
- 277-й бомбардировочный авиационный Млавский полк Указом Президиума Верховного Совета СССР награждён орденом Красного Знамени.
- 408-й бомбардировочный авиационный Алленштайнский полк Указом Президиума Верховного Совета СССР Указом Президиума Верховного Совета СССР от 4 июня 1945 года награждён орденом Красного Знамени[13].
- 640-й бомбардировочный авиационный Млавский полк Указом Президиума Верховного Совета СССР от 4 июня 1945 года награждён орденом Суворова III степени[13].
- 970-й бомбардировочный авиационный Городище-Сталинградский полк Указом Президиума Верховного Совета СССР от 4 июня 1945 года награждён орденом Кутузова III степени[13].

## Благодарности Верховного Главнокомандования
- За отличие в боях при овладении городом Пшасныш (Прасныш), городом и крепостью Модлин (Новогеоргиевск) — важными узлами коммуникаций и опорными пунктами обороны немцев, а также при занятии с боями более 1000 других населенных пунктов[14].
- За отличие в боях при овладении городами Млава и Дзялдов (Зольдау) — важными узлами коммуникаций и опорными пунктами обороны немцев на подступах к южной границе Восточной Пруссии и городом Плоньск — крупным узлом коммуникаций и опорным пунктом обороны немцев на правом берегу Вислы[11].
- За отличие в боях при овладении городом Алленштайн — важным узлом железных и шоссейных дорог я сильно укрепленным опорным пунктом немцев, прикрывающим с юга центральные районы Восточной Пруссии[10].
- За отличие в боях при овладении городами Гнев (Меве) и Старогард (Прейсиш Старгард) — важными опорными пунктами обороны немцев на подступах к Данцигу[15].
- За отличие в боях при овладении городом Штольп — важным узлом железных и шоссейных дорог и мощным опорным пунктом обороны немцев в Северной Померании[16].
- За отличие в боях при овладении важными опорными пунктами обороны немцев на подступах к Данцигу и Гдыне — городами Тчев (Диршау), Вейхерово (Нойштадт) и выходе на побережье Данцигской бухты севернее Гдыни, занятии города Пуцк (Путциг)[17].
- За отличие в боях при овладении городом и военно-морской базой Гдыня — важной военно-морской базой и крупным портом на Балтийском море[18].
- За отличие в боях при овладении городом и крепостью Гданьск (Данциг) — важнейшим портом и первоклассной военно-морской базой немцев на Балтийском море[19].
- За отличие в боях при овладении крепостью и главным городом Восточной Пруссии Кенигсберг — стратегически важным узлом обороны немцев на Балтийском море[20].
- За отличие в боях при овладении городами Франкфурт-на-Одере, Вандлитц, Ораниенбург, Биркенвердер, Геннигсдорф, Панков, Фридрихсфелъде, Карлсхорст, Кепеник и вступление в столицу Германии город Берлин[21].
- За отличие в боях при овладении городами и важными узлами Анклам, Фридланд, Нойбранденбург, Лихен и вступлении на территорию провинции Мекленбург[22].
- За отличие в боях при овладении портом и военно-морской базой Свинемюнде — крупным портом и военно-морской базой немцев на Балтийском море[23].
- За отличие в боях при форсировании пролива Штральзундерфарвассер и овладении островом Рюген[24].

## Герои Советского Союза
- Арсеньев Николай Лаврентьевич, капитан, командир эскадрильи 63-го бомбардировочного авиационного полка 132-й бомбардировочной авиационной дивизии 5-го бомбардировочного авиационного корпуса 4-й воздушной армии Указом Президиума Верховного Совета СССР 18 августа 1945 года за образцовое выполнение боевых заданий командования по уничтожению живой силы и техники противника и проявленные при этом мужество и героизм удостоен звания Героя Советского Союза. Золотая Звезда № 5415.
- Корнеев Иван Александрович, майор, заместитель командира 63-го бомбардировочного авиационного полка 132-й бомбардировочной авиационной дивизии 5-го бомбардировочного авиационного корпуса 4-й воздушной армии Указом Президиума Верховного Совета СССР 18 августа 1945 года за мужество, отвагу и героизм, проявленные в борьбе с немецко-фашистскими захватчиками удостоен звания Героя Советского Союза. Посмертно.